# ベガーズ・オペラ (バンド)
ベガーズ・オペラ（Beggar's Opera）は、スコットランドのプログレッシブ・ロックバンド。

## 来歴
- 1969年 - リッキー・ガードナー、アラン・パーク、マーティン・グリフィス、マーシャル・アースキン、レイモンド・ウィルソンにより結成。
- 1970年 - 1stアルバム『アクト・ワン』録音。ヴァージニア・スコットはこの時期から作曲家としてバンドに関わっている。
- 1971年 - アースキン脱退、ゴードン・セラー、ヴァージニア・スコット加入。2ndアルバム『ウォーターズ・オブ・チェンジ』録音。
- 1972年 - ヴァージニア・スコット脱退。3rdアルバム『宇宙の探訪者』録音。グリフィス脱退。ピート・スコット加入。
- 1973年 - 4thアルバム『Get Your Dog Off Me!』レコーディング開始、ピート・スコットはほとんどのボーカルを録音し終えていたが、諸事情により脱退。更にレイモンド・ウィルソンも脱退。リニー・パターソン、コリン・フェアリー加入。ピート・スコットのボーカルをパターソンのものに差し替える等して4thアルバムを仕上げる。
- 1974年 - ガードナー以外のメンバーが全員脱退。ヴァージニア・スコット、ピート・スコット復帰、マイク・トラヴィス加入。この時点で完全にガードナーのワンマンバンドになる。5thアルバム『サジタリー』録音。
- 1975年 - ドラムがクレム・カッティーニに交代。6thアルバム『ベガーズ・キャント・ビー・チューザーズ』録音。解散。ガードナーはデヴィッド・ボウイのバックバンドへ。
- 1980年 - セラー、パーク、パターソンで再結成。7thアルバム『ライフライン』録音。
- 2007年 - ガードナー、ヴァージニア・スコット、トム・ガードナーで再々結成。8thアルバム『クローズ・トゥ・マイ・ハート』以降のアルバム、シングルを録音。
- 2022年 - 創設者リッキー・ガードナーの死去により[1]、事実上バンドの存続は消滅した。

## メンバーと担当楽器

### 第1期 1969年 - 1970年
- リッキー・ガードナー (Ricky Gardiner) - ギター
- アラン・パーク (Alan Park) - オルガン
- マーティン・グリフィス (Martin Griffiths) - ボーカル
- マーシャル・アースキン (Marshall Erskine) - ベース、フルート
- レイモンド・ウィルソン (Raymond Wilson) - ドラム

1stアルバム『アクト・ワン』、2ndアルバム『Water Of Change』の1曲録音。

### 第2期 1971年
- リッキー・ガードナー (Ricky Gardiner) - ギター、アコースティックギター、バック・ボーカル
- アラン・パーク (Alan Park) - オルガン、ピアノ
- マーティン・グリフィス (Martin Griffiths) - ボーカル
- ゴードン・セラー (Gordon Sellar) - ベース、アコースティックギター、バック・ボーカル
- レイモンド・ウィルソン (Raymond Wilson) - ドラム
- ヴァージニア・スコット (Virginia Scott) - メロトロン、バック・ボーカル、チェロ

2ndアルバム『ウォーターズ・オブ・チェンジ』の8曲録音。

### 第3期 1972年
- リッキー・ガードナー (Ricky Gardiner) - ギター、アコースティックギター、バック・ボーカル
- アラン・パーク (Alan Park) - オルガン、ピアノ、ハープシコード、メロトロン
- マーティン・グリフィス (Martin Griffiths) - ボーカル
- ゴードン・セラー (Gordon Sellar) - ベース、アコースティックギター、バック・ボーカル
- レイモンド・ウィルソン (Raymond Wilson) - ドラム

3rdアルバム『宇宙の探訪者』録音。

### 第4期 1972年 - 1973年
- リッキー・ガードナー (Ricky Gardiner) - ギター、アコースティックギター、バック・ボーカル
- アラン・パーク (Alan Park) - オルガン、ピアノ、エレクトリック・ピアノ、ハープシコード、メロトロン、シンセサイザー
- ゴードン・セラー (Gordon Sellar) - ベース、アコースティックギター、バック・ボーカル
- レイモンド・ウィルソン (Raymond Wilson) - ドラム
- ピート・スコット (Pete Scott) - ボーカル

4thアルバム『Get Your Dog Off Me!』の6曲録音。

### 第5期 1973年 - 1974年
- リッキー・ガードナー (Ricky Gardiner) - ギター、アコースティックギター、バック・ボーカル
- アラン・パーク (Alan Park) - オルガン、ピアノ、エレクトリック・ピアノ、ハープシコード、メロトロン、シンセサイザー
- ゴードン・セラー (Gordon Sellar) - ベース、アコースティックギター、バック・ボーカル
- リニー・パターソン (Linnie Paterson) - ボーカル
- コリン・フェアリー (Colin Fairley) - ドラム

4thアルバム『Get Your Dog Off Me!』の4曲録音。

### 第6期 1974年
- リッキー・ガードナー (Ricky Gardiner) - ギター、ベース、バック・ボーカル
- ヴァージニア・スコット (Virginia Scott) - ピアノ、シンセサイザー、オルガン、バック・ボーカル
- ピート・スコット (Pete Scott) - ボーカル
- マイク・トラヴィス (Mike Travis) - ドラム

5thアルバム『サジタリー』録音。

### 第7期 1975年 - 1976年
- リッキー・ガードナー (Ricky Gardiner) - ギター、ベース、バック・ボーカル
- ヴァージニア・スコット (Virginia Scott) - ピアノ、シンセサイザー、オルガン、バック・ボーカル
- ピート・スコット (Pete Scott) - ボーカル

+
- クレム・カッティーニ (Clem Cattini) - ドラム (ゲスト/6th)

6thアルバム『ベガーズ・キャント・ビー・チューザーズ』録音。

### 第8期 1980年
- ゴードン・セラー (Gordon Sellar) - ベース、ギター、バック・ボーカル
- アラン・パーク (Alan Park) - シンセサイザー、ピアノ、オルガン
- リニー・パターソン (Linnie Paterson) - ボーカル

+
- ゴードン・ネヴィル (Gordon Neville) - ボーカル (ゲスト/7th)
- コリン・パテンデン (Colin Pattenden) - ベース (ゲスト/7th)
- ジョン・ハリウッド (John Hollywood) - ドラム (ゲスト/7th)
- レナード・ブリッジウォーター (Lyndsay Bridgewater) - シンセサイザー (ゲスト/7th)

7thアルバム『ライフライン』録音。

### 第9期 2007年 - 2022年
- リッキー・ガードナー (Ricky Gardiner) - ギター
- ヴァージニア・スコット (Virginia Scott) - キーボード、ボーカル
- トム・ガードナー (Tom Gardiner) - ドラム

8thアルバム『クローズ・トゥ・マイ・ハート』以降のアルバム、シングルを録音。

## ディスコグラフィ

### スタジオ・アルバム
- 『アクト・ワン』 - Act One (1970年 第1期)
- 『ウォーターズ・オブ・チェンジ』 - Water Of Change (1971年 第1期-第2期)
- 『宇宙の探訪者』 - Pathfinder (1972年 第3期)
- Get Your Dog Off Me! (1973年 第4期-第5期)
- 『サジタリー』 - Sagittary (1974年 第6期)
- 『ベガーズ・キャント・ビー・チューザーズ』 - Beggars Can't Be Choosers (1975年 第7期)
- 『ライフライン』 - Lifeline (1980年 第8期)
- The Final Curtain (1996年) ※コンピレーション・アルバム
- 『クローズ・トゥ・マイ・ハート』 - Close to My Heart (2007年 第9期)
- Touching the Edge (2009年 第9期)
- Suddenly Ahead Ahead (2010年 第9期)
- All Tomorrow's Thinking (2010年 第9期)
- Lose A Life (2011年 第9期) ※EP
- Promise in Motion (2011年 第9期)
- Mrs. Calagari's Lighter (2012年 第9期)
- Nimbus - The Vertigo Years Anthology (2012年) ※コンピレーション・アルバム
- If We Couldn't Speak (2013年 第9期) ※EP

### シングル
- "Sarabande / Think" (1970年 第1期)
- "Hobo / Pathfinder" (1972年 第3期)
- "Two Timin Woman / Lady of Hell Fire" (1973年 第5期 sax：ロイ・ウッド and friends (A面))
- "Classical Gas / Sweet Blossom Woman" (1973年 第5期(A面)、第4期(B面))
- "Something to Loose / Sagittary" (1974年 第6期)
- "Freedom Song　/ Smiling in a Summer Dress" (1974年 第6期)
- "I'm a Roadie/ Bar Room Pearl" (1975年 第7期)
- "Lifeline / Now You're Gone" (1980年 第8期)
- "Doris / More Blue Sky / It's Friday Night You Know" (2012年 第9期)
- "The Passenger" (2012年 第9期)